# Национальное объединение за развитие и прогресс
Национальное объединение за развитие и прогресс (фр. Rassemblement national pour le développement et le progrès) — политическая партия в республике Чад. Глава партии Дельва Кассире Кумакуай дважды (в 1993—1995 и в 2007—2008 годы) возглавлял правительство Чада.

## История
Национальное собрание за развитие и прогресс было основано в 1992 году. На президентских выборах, состоявшихся 20 мая 2001 года, Дельва Кассире Кумакуай получил 57382 голосов избирателей, что составило 2,36 %. На парламентских выборах, которые состоялись 21 апреля 2002 года, партия получила 5 из 155 мест в парламенте Чада. На президентских выборах в мае 2006 года лидер Национального объединения за развитие и прогресс Дельва Кассире Кумакуай получил 15,13 % голосов избирателей. Лидер партии Дельва Кассире Кумакуай получил пост министра по вопросам регионального планирования. С февраля 2007 по апрель 2008 года он занимал пост премьер-министра республики Чад.